# Turistická trasa S-13 Sámara
Turistická trasa S-13 Sámara, značená také jako Sendero 13 Sámara či Sendero PNT 13 Sámara nebo jen Sendero 13, je okružní turistická trasa v okrajové části Národního parku Teide na ostrově Tenerife ve Španělsku. Je pojmenovaná podle hory a vulkánu Montaña de Sámara a nachází se v obci Guía de Isora v Jihozápadní comarce v provincii Santa Cruz de Tenerife.

## Historie a popis
Turistická trasa S-13 Sámara začíná na parkovišti silnice TF-38 a vyhlídce Mirador de Sámara (nadmořská výška 1871,8 m) na úpatí sopky Montaña de Sámara. Celá trasa vede ve svazích po tmavém pyroklastickém povrchu (sedimenty Lapilli a strusky) v oblasti začínajícího pásma keřů a lesa a navazující sopečné pouště. Trasa v okruhu vede kolem hor Montaña de Sámara a Montaña de la Botija (nadmořská výška 2101,0 m) na jejichž vrcholy je povoleno vystoupit. Podle volby trasy je její délka uváděna 4,59 až 5,1 km a kumulované převýšení 256,7 až 308 m. Trasa se běžně zvládá za 2:30 až 2:45 hodiny a její btížnost je střední. Z vrcholů obou hor i trasy stezky se nabízejí výhledy na sopky Pico del Teide (3715 m n. m.), Pico Viejo ( 3135 m n. m.), horu El Sombrero (2532 m n. m.) aj., na okolní sopečnou pustinu, Atlantský oceán a ostrovy La Gomera, La Palma a El Hierro.

## Další informace
Turistická trasa S-13 Sámara je celoročně volně přístupná. Vede po nezpevněném vulkanickém povrchu a tak není vhodná pro vozíčkáře. Cyklistům ani jezcům na koni není vstup povolen. Trasa navazuje na turistickou trasu S-32 Abeque a Turistickou trasu S-38 Cuevas Negras.

## Galerie

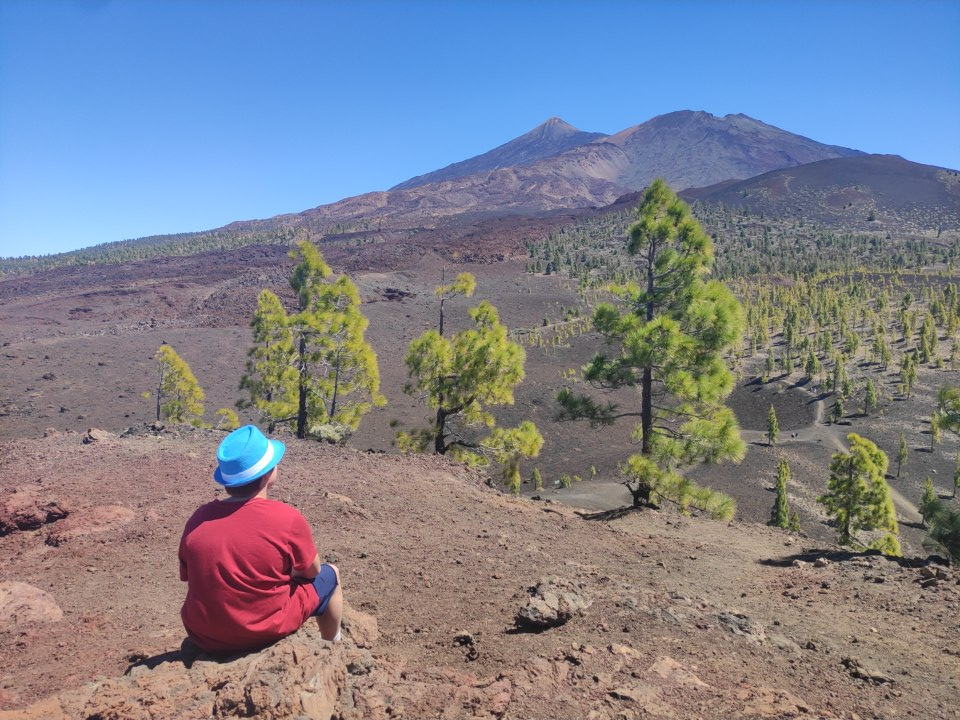
Vyhlídka na vrcholu
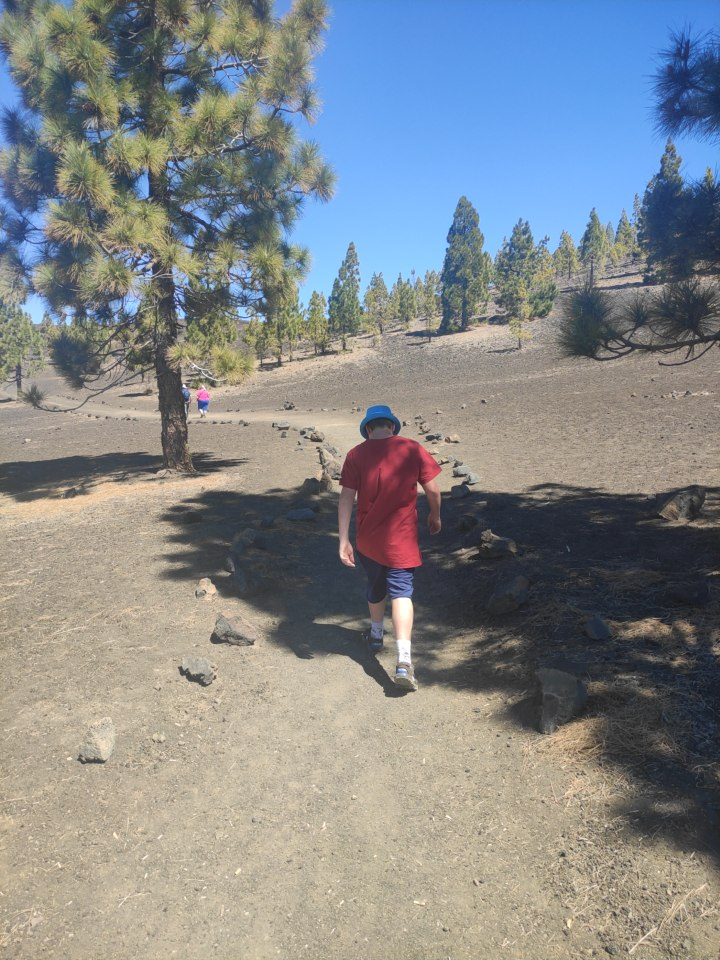
Cesta na vrchol